# Chennai Open 2001 - Qualificazioni doppio
Le qualificazioni del doppio  del Chennai Open 2001 sono state un torneo di tennis preliminare per accedere alla fase finale della manifestazione. I vincitori dell'ultimo turno sono entrati di diritto nel tabellone principale. In caso di ritiro di uno o più giocatori aventi diritto a questi sono subentrati i lucky loser, ossia i giocatori che hanno perso nell'ultimo turno ma che avevano una classifica più alta rispetto agli altri partecipanti che avevano comunque perso nel turno finale.
Le qualificazioni del doppio del torneo Chennai Open 2001 prevedevano 4 coppie partecipanti di cui una è entrata nel tabellone principale.

## Teste di serie
1. Tommy Robredo /  Michail Južnyj (ultimo turno)

1. Michal Tabara /  Tomáš Zíb (Qualificati)

## Tabellone

### Legenda
| - Q = Qualificato - WC = Wild card - LL = Lucky loser | - ALT = Alternate - SE = Special Exempt - PR = Protected Ranking | - w/o = Walkover - r = Ritirato - d = Squalificato |

|  | Primo turno | Primo turno                         | Primo turno                         | Primo turno | Primo turno |  |  | Ultimo turno | Ultimo turno                 | Ultimo turno                 | Ultimo turno | Ultimo turno |  |
|  |             |                                     |                                     |             |             |  |  |              |                              |                              |              |              |  |
|  | 1           | Tommy Robredo Michail Južnyj        | 6                                   | 5           | 6           |  |  |              |                              |                              |              |              |  |
|  |             | Fazaluddin Syed Dmitrij Tomaševič   | 4                                   | 7           | 4           |  |  | 1            | Tommy Robredo Michail Južnyj | Tommy Robredo Michail Južnyj | 62           | 4            |  |
|  | 2           | Michal Tabara Tomáš Zíb             | Michal Tabara Tomáš Zíb             | 6           | 7           |  |  | 2            | Michal Tabara Tomáš Zíb      | Michal Tabara Tomáš Zíb      | 7            | 6            |  |
|  |             | Sunil-Kumar Sipaeya Vijayendra Laad | Sunil-Kumar Sipaeya Vijayendra Laad | 1           | 62          |  |  |              |                              |                              |              |              |  |